# الکساندر رایدر
الکساندر رایدر (لهستانی: Alexandre Ryder؛ ۱۳ اوت ۱۸۹۱ – ۲۵ اوت ۱۹۶۶) یک کارگردان فیلم، و فیلم‌نامه‌نویس لهستانی‌الاصل اهل فرانسه بود.
از فیلم‌ها یا مجموعه‌های تلویزیونی که وی در آن‌ها نقش داشته است می‌توان به خر بوریدان اشاره نمود.